# Entelopes
Entelopes – rodzaj chrząszczy z rodziny kózkowatych i podrodziny zgrzypikowych.

## Zasięg występowania
Przedstawiciele tego rodzaju występują w Azji Południowo-Wschodniej oraz południowych Chinach.

## Systematyka
Do Entelopes należy 10 gatunków i 4 podrodzaje:
- Podrodzaj: Aspineoentelops Hua, 1990
  - Entelopes longzhouensis
- Podrodzaj: Entelopes Guerin-Meneville, 1844
  - Entelopes glauca
  - Entelopes nigritarsis
  - Entelopes nigroflavus
  - Entelopes similis
  - Entelopes subsimilis
- Podrodzaj: Mustafaia Ozdikmen, 2008
  - Entelopes fuscotarsalis
  - Entelopes shelfordi
- Podrodzaj: Wallaceentelopes Breuning, 1954
  - Entelopes griseipennis
  - Entelopes wallacei